# Nikodem Skotarczak
Nikodem Skotarczak, ps. „Nikoś” (ur. 29 czerwca 1954 w Gdańsku, zm. 24 kwietnia 1998 w Gdyni) – polski gangster, przedsiębiorca i działacz sportowy.

## Życiorys

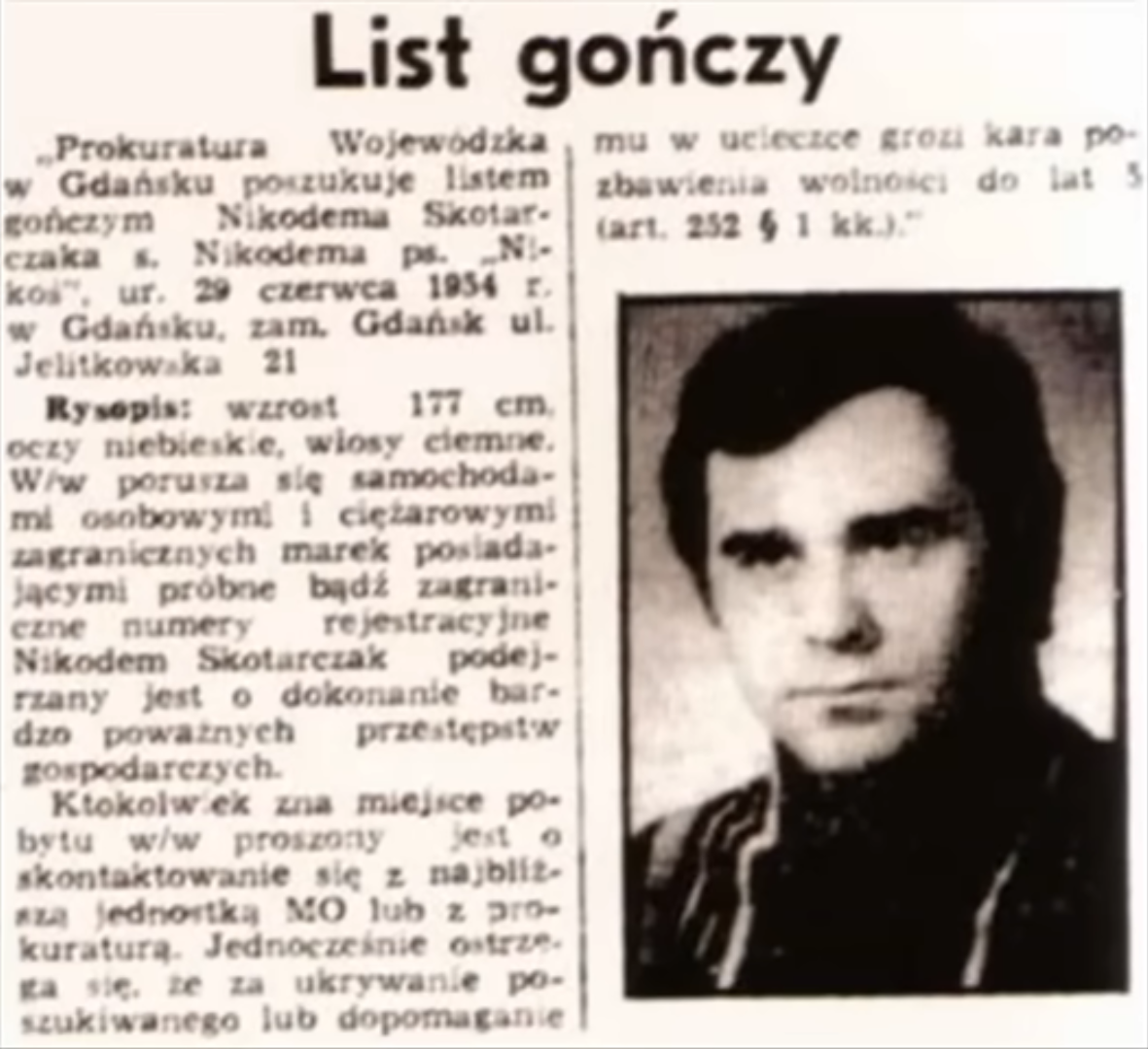
Wycinek gazety z informacją o liście gończym wystawionym przez Milicję Obywatelską za Nikodemem Skotarczakiem, ps. "Nikoś"

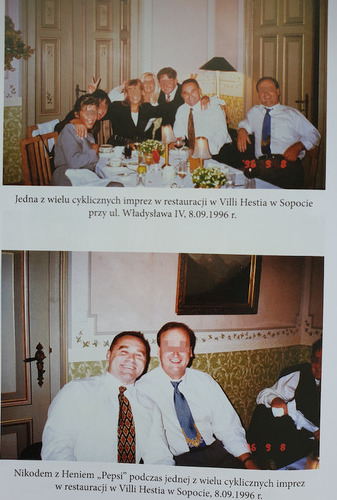
„Nikoś”, „Kura” i „Pepsi” w Villi Hestia w Sopocie, zdjęcia z książki „Nikoś. Ruletka życia” autorstwa Edyty Skotarczak, żony „Nikosia”

Urodził się i dorastał w Gdańsku. Pracował w Gdańsku jako ochroniarz w nocnym klubie „Lucynka”. Z wykształcenia był ogrodnikiem. Był także na początku swojej kariery ochroniarzem „Mecenasa” – największego pasera z Trójmiasta. Michał Antoniszyn, ps. „Mecenas”, dostrzegł potencjał Nikosia i później przez wiele lat razem współpracowali. Nikoś wyjechał do Budapesztu, gdzie z kolegami handlował walutą i różnymi artykułami, które sprowadzali do Polski.
W połowie lat 70. stał się cinkciarzem oraz założył pierwszą zorganizowaną grupę przestępczą zajmującą się przemytem kradzionych samochodów z Niemiec i Austrii do Polski, ale oficjalnie próbowano udowodnić mu paserstwo zaledwie dwudziestu kilku samochodów.
Na początku lat 80. był sponsorem Lechii Gdańsk, a po zdobyciu przez nią Pucharu Polski w sezonie 1982/1983, otrzymał z rąk Kazimierza Rynkowskiego, ówczesnego prezydenta miasta, tytuł „Zasłużonego dla Gdańska”. W połowie lat 80. wyemigrował do Niemiec Zachodnich, skąd nadal kierował przemytem kradzionych samochodów. Mieszkał z trzecią żoną w Hamburgu, gdzie był współwłaścicielem firmy „Skotex” oraz sklepu z elektroniką. W listopadzie 1986 przeniósł się z Hamburga do Berlina, gdzie w 1989 został zatrzymany przez policjantów podczas jazdy kradzionym samochodem marki Audi Coupé. Został za to skazany na karę 1 roku i 9 miesięcy pozbawienia wolności i został osadzony w więzieniu Moabit w Berlinie. 4 grudnia 1989, po niecałych trzech miesiącach odbywania kary, uciekł: podczas widzenia w zakładzie karnym Berlin-Tegel zamienił się ubraniami ze swoim bratem i spokojnie wyszedł.
Na początku lat 90. powrócił do Polski nielegalnie przez Austrię. W drugiej połowie 1991 roku poznał w Krakowie swoją czwartą żonę – Edytę. „Nikoś” był już wówczas bardzo znaczącym paserem samochodowym. Nie jest tajemnicą, że samochody, które „sprowadzał” zza granicy na podstawione i chętne osoby, były sprzedawane między innymi przedstawicielom ówczesnych elit, w tym członkom lokalnych i centralnych struktur PZPR, a także milicjantom, przedstawicielom resortów, hierarchom kościoła i innym notablom, a jego działalność odbywała się poprzez jego liczne krajowe i międzynarodowe kontakty.
Pomimo że podejrzewano go o kierowanie zorganizowaną grupą przestępczą w skład której wchodzili m.in. milicjanci, złodzieje, fałszerze dokumentów i właściciele warsztatów samochodowych, to na początku lat 90. na wniosek późniejszego szefa gdańskiego Centralnego Biura Śledczego Policji (CBŚ) majora Edmunda Muchy zakończono operację kryptonim „Gruda” dotyczącą rozpracowywania jego grupy i sprawę oficjalnie umorzono – nie stawiając „Nikosiowi” żadnych zarzutów. Wtedy Nikodem Skotarczak zaczął inwestować także w legalne interesy.
W tym czasie poszukiwany był listem gończym wydanym przez niemiecką policję za ucieczkę z więzienia i ukrywał się m.in. w Krakowie, gdzie poznał swoją czwartą żonę, Edytę. Nie przeszkadzało mu to przyjaźnić się i robić interesy z osobami z listy 100 najbogatszych Polaków (według tygodnika „Wprost”), ale także spotykać się towarzysko z wieloma innymi znanymi osobistościami, w tym sportowcami i aktorami.
W 1992 w Krakowie wymknął się z policyjnej obławy. W lipcu tego samego roku uciekł z policyjnego konwoju w Warszawie. Poszukiwany na podstawie listu gończego, przez kilka miesięcy ukrywał się. Został zatrzymany w lutym 1993 na Żoliborzu w Warszawie, pod zarzutem posługiwania się fałszywym paszportem i ucieczki z policyjnego konwoju. W 1993 roku został skazany na karę dwóch lat pozbawienia wolności. Zakład karny opuścił w lutym 1994 – oficjalnie za dobre sprawowanie, lecz w rzeczywistości dzięki łapówkom wręczanym funkcjonariuszom Służby Więziennej.
Po odzyskaniu wolności dalej inwestował w legalne interesy. Był też znany z tego, iż należące do znanych osób ukradzione samochody odzyskiwał za darmo. W październiku 1996 w ówczesnym Sądzie Wojewódzkim w Gdańsku rozpoczął się proces w sprawie Skotarczaka, oskarżanego przez śledczych z prokuratury m.in. o kierowanie grupą przestępczą zajmującą się kradzieżami samochodów.
W 1994 roku w pałacu ślubów w Gdańsku Nikodem zalegalizował związek z Edytą Skotarczak. Świadkami byli: przyjaciel Nikodema Henryk Konopka (biznesmen i jeden z najlepszych polskich golfistów) oraz Renata Kurowska (żona Wojciecha Kurowskiego ps. „Kura” – innego przyjaciela, znanego biznesmena i współzałożyciela firmy ubezpieczeniowej Hestia). Miał 5 dzieci: Piotr, Natalia, Marta oraz dwójke ze związku z Edytą.
W 1997 wystąpił w filmie pt. Sztos, debiucie reżyserskim Olafa Lubaszenki; zagrał w tym filmie rolę epizodyczną jako mężczyzna witający się z Erykiem (granym przez Jana Nowickiego).

## Strzelanina w agencji towarzyskiej w Gdyni

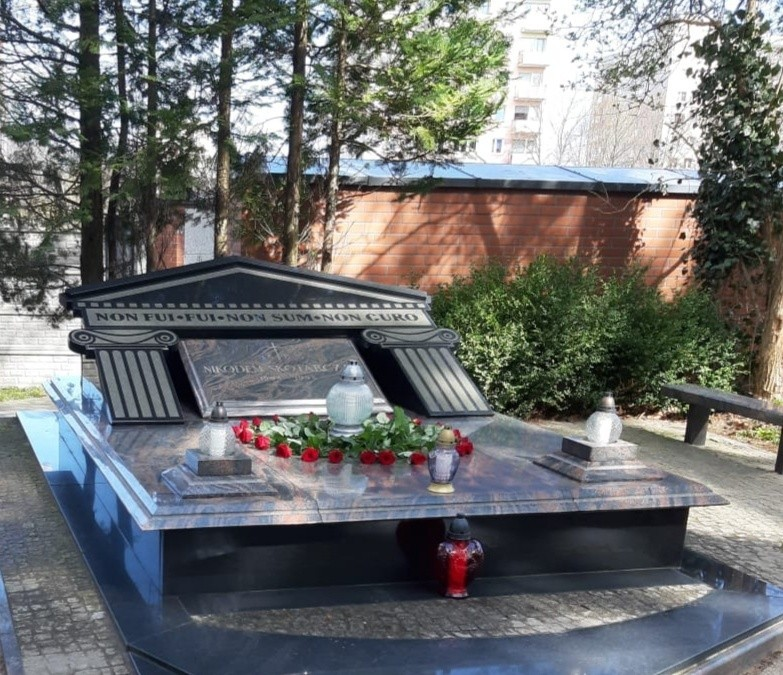
Grób Nikodema Skotarczaka

Został zastrzelony 24 kwietnia 1998, gdy około południa do agencji towarzyskiej „Las Vegas” mieszczącej się przy ul. Chwarznieńskiej 170a w Gdyni weszło dwóch zamaskowanych mężczyzn. Jeden z nich strzałami z małej odległości zabił Nikodema Skotarczaka i rykoszetem zranił jego przyjaciela i wspólnika Wojciecha Kurowskiego ps. „Kura”. „Nikoś” i „Kura” wraz ze swoimi żonami świętowali wówczas imieniny tego drugiego.
Śledztwo prowadzone przez prokuratorów z Prokuratury Okręgowej w Gdańsku – Janusza Kaczmarka i Konrada Kornatowskiego nie przyniosło rezultatów. Zabójcy, ani ewentualnych zleceniodawców, nie schwytano. Postępowanie umorzono. Śmierć Nikodema Skotarczaka mogła być też efektem jego konfliktu z członkami grupy pruszkowskiej, co potwierdzał w swoich zeznaniach świadek koronny Jarosław Sokołowski, pseudonim „Masa”. Według innej teorii zleceniodawcą był gdańszczanin Daniel Zacharzewski, ps. „Zachar”.
W sprawie zabójstwa Skotarczaka, jako zleceniodawca, sądzony był także Krzysztof Jędrzejczak z łódzkiej „ośmiornicy”. Postępowanie umorzono jednak z powodu „rażących uchybień”, a proces ruszył ponownie w 2010. „Nikoś” został pochowany na cmentarzu Srebrzysko w Gdańsku (rejon I, polana I).

## Filmy
W 1996 powstał dokumentalny film telewizyjny Kraina złudzeń w reżyserii Wojciecha Szumowskiego, opowiadający o „Nikosiu”.
W 2021 powstał film fabularny w reżyserii Macieja Kawulskiego Jak pokochałam gangstera, według reżysera inspirowany życiorysem „Nikosia”.

## Książki
Ukazało się kilka książek o Nikodemie Skotarczaku, m.in.:
- Werner Rixdorf pt. Das steinerne Gesicht. Der Pate von Danzig Nikodem Skotarczak (1993)[15] (Kamienna Twarz. Ojciec Chrzestny z Gdańska Nikodem Skotarczak),
- Edyta Skotarczak pt. Nikoś. Ruletka życia (2022)[16] i Ostatnia ruletka[17]
- Karol Nawrocki (pod pseudonimem Tadeusz Batyr) pt. Spowiedź Nikosia zza grobu (2018)[18].